# Белведере
Вижте пояснителната страница за други значения на Белведере.
Белведере (от италиански: belvedere, „хубава гледка“) е архитектурна конструкция, предназначена да разкрива изглед към околния пейзаж. Може де представлява тераса, част от сграда – например, галерия или помещение, – или самостоятелна сграда – от обособени беседки и павилиони до цели дворци.
- Пример за кула с „хубава гледка“: Белведере на хълма Клаусберг в Потсдам (Германия)

- Белведере на хълма Клаусберг в Потсдам – малка кула, от която се вижда дворцовия парк Сансуси и Новия дворец.
- Гледка от Белведере на хълма Клаусберг в Потсдам; през средния прозорец се вижда купола на Новия дворец.
- Картина на Белведере на хълма Клаусберг в Потсдам – с гледка към дворцовия парк Сансуси и Новия дворец.

- Пример за дворец с „хубава гледка“: Белведере на хълма Клаусберг в Потсдам (Германия)

- Белведере на хълм Пфингстберг в Потсдам е дворец с гледка над града, стигаща до Берлин.
- Белведере на хълм Пфингстберг – гледка от кулата
- Панорамна гледка от Белведере на хълм Пфингстберг
- Белведере на хълм Пфингстберг – гледка към града

- Пример за галерия с „хубава гледка“: Белведере в Летния дворец на кралица Анна в Прага (Чехия)

- Белведере в Летния дворец на кралица Анна в Прага (Чехия)